# Sixten Ström
Sixten Bernhard Ström, född 16 mars 1904 i Malmö, död där 31 januari 1979, var en svensk målare, tecknare och grafiker. 
Han var son till förste hälsovårdsinspektören Nils Bernhard Ström och Ida Lovisa Nilsson och mellan 1926 och 1949 gift med Astrid Vega Nilsson samt bror till Carsten Christian Ström. Som autodidakt tecknare började Ström tidigt att arbeta som illustratör och tecknare i dagspressen och från 1925 tecknade han anekdotillustrationer för Söndagsnisse-Strix och Grönköpings veckoblad. Han samlade sina bästa bilder från Söndagsnisse-Strix i albumet Folk i allmänhet som utgavs 1931 och Du och jag och andra från 1932. Eftersom han saknade konstnärlig utbildning studerade han måleri för Isaac Grünewald och dekorativt måleri för Sven Erixson vid Kungliga konsthögskolan i Stockholm 1940–1945. Under 1940-talet var han en av de konstnärer som utförde dekorativt måleri vid utsmyckningen av Statens historiska museum i Stockholm. Separat ställde han bland annat ut i Kristianstad och han medverkade i Skånes konstförenings salonger i Malmö och utställningen Humoristernas salong i Malmö. Hans målade bildkonst består av porträtt, figurmotiv och landskapsskildringar som illustratör och tecknare illustrerade han bland annat Ragnar Ljunggrens Västgötahistorier och den egna boken Skånsk jul Ström är representerad vid prins Eugens Waldemarsudde och Kristianstads museum. Han är begravd på Östra kyrkogården i Malmö.